# Beker van Griekenland 1931/32

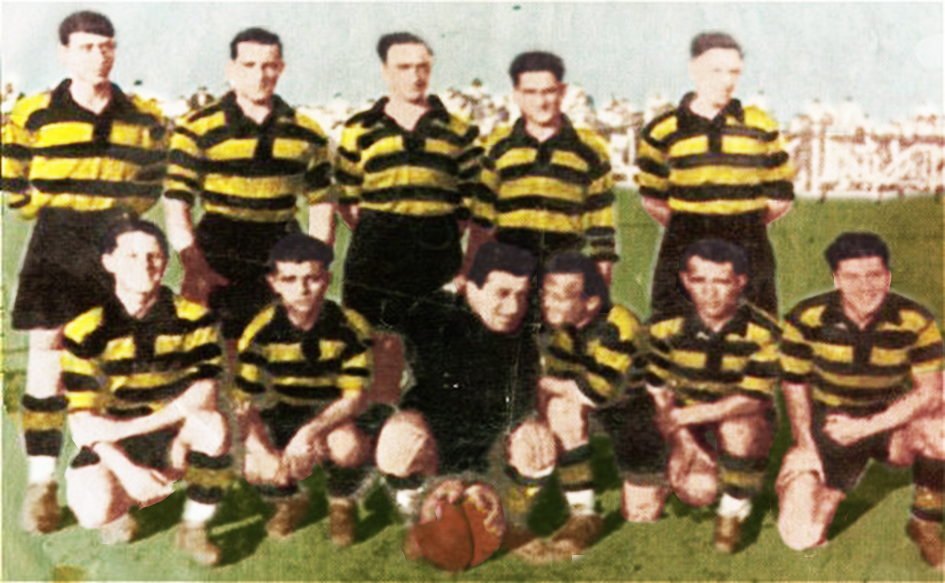
Team van AEK Athene dat in seizoen 1931/1932 de Beker van Griekenland won

De Beker van Griekenland 1931-32 was de eerste editie van de Griekse voetbalbeker. De eerste winnaar werd AEK Athene door in de finale Aris Saloniki met 5-3 te verslaan.

## Kwartfinale
| Thuisteam      | Uitslag | Bezoekers          |
| -------------- | ------- | ------------------ |
| AEK Athene     | 4-0     | Ethnikos Piraeus   |
| Apollon Athene | 1-0     | Olympiakos Piraeus |
| Aris Saloniki  | 7-2     | Panathinaikos FC   |
| PAOK Saloniki  | 3-2     | Iraklis Saloniki   |

## Halve finale
| Thuisteam     | Uitslag | Bezoekers      |
| ------------- | ------- | -------------- |
| Aris Saloniki | 3-2     | Apollon Athene |
| AEK Athene    | 2-1     | PAOK Saloniki  |

## Finale
|                 |                                                                |       |                    |                                                                      |
| 8 november 1931 | AEK Athene                                                     | 5 – 3 | Aris Saloniki      | Apostolos Nikolaidis Stadium, Athene Scheidsrechter: S. Asprogerakas |
| 8 november 1931 | Iliaskos 5' Baltas 27' 65' Oikonomou 70'(e.d.) Negrepontis 78' |       | Kitsos 40' 43' 80' | Apostolos Nikolaidis Stadium, Athene Scheidsrechter: S. Asprogerakas |